# Alfred D. Hershey
Alfred D. Hershey, född 4 december 1908 i Owosso i Michigan, död 22 maj 1997 i Syosset i New York, var en amerikansk bakteriolog och genetiker samt nobelpristagare. 

## Biografi
Hershey var chef för avdelningen för ärftlighetsforskning vid Carnegieinstitutet i New York. År 1952 utförde han tillsammans med Martha Chase det berömda Hershey-Chase-experimentet som gav ytterligare bevis på att det är DNA, och inte protein, som innehåller genetisk information.
År 1958 tilldelades han Albert Lasker Basic Medical Research Award och 1969 erhöll han, tillsammans med Max Delbrück och Salvador E. Luria, Nobelpriset i fysiologi eller medicin för sina undersökningar av bakteriofagernas arvsanlag och förökning.